# Foot Emancipation Society
Foot Emancipation Society var en organisation i Kina, grundad 1887. Dess syfte var att verka mot den dåvarande seden med fotbindning. Föreningen upphävdes snart, men återuppstod 1895 som Canton Foot Emancipation Society, och slutligen som Pu'ch'an-tsu hui (Antifootbinding Society).
Föreningen grundades av de kinesiska samhällsreformatorerna Kang Youwei och Qu Eliang i Foshan år 1887. Västerländska kristna missionärer hade grundat de första föreningarna mot fotbindning sedan Heavenly Foot Society 1874, men dessa var dominerade av västerlänningar och kristna kineser. Foot Emancipation Society blev den första föreningen med detta syfte som grundades av kineser och stod utanför den kristna missionsrörelsen. Vid den här tiden hade en opinion mot fotbindning uppstått bland intellektuella och välutbildade kineser med västerländsk utbildning, som såg fotbindning som ett hinder för landets framsteg och utveckling. 
Föreningens medlemmar åtog sig att inte binda binda sina döttrars fötter, och inte gifta bort sina söner med flickor med bundna fötter. När den första föreningen fick läggas ned, återuppstod den som "Canton Foot Emancipation Society" 1895. Föreningen följdes av fler lokala inhemska föreningar, så som Wu Xinggangs "Anti-Footbinding Society" i Hunan 1896. Under de hundra dagarnas reformer eller Wuxureformerna 1898 såg rörelsen ut att segra, för att sedan avbrytas abrupt genom reformperiodens avslut samma år. 
Under Gengzi-reformerna 1902 förbjöds slutligen fotbindning. Beslutet var en ren pappersprodukt, men 1905 återuppstod rörelsen i form av Natural Feet Society, som med framgång genomdrev lokala förbud i olika provinser genom att arbeta med guvernörer och enskilda familjer. 1912 förbjöds fotbindning på allvar i Kina och rörelsens olika lokala föreningar arbetade intensivt och med viss framgång för ämnet. 
Föreningen mot fotbindning anses ha haft stor betydelse som ursprunget till kvinnorörelsen i Kina. 